# Éber
Éber ['eːvʼer], auch Eber Finn, ist der Name einer Sagengestalt aus dem Lebor Gabála Érenn („Das Buch der Landnahmen Irlands“) der keltischen Mythologie Irlands.

## Mythologie und Etymologie
Éber ist einer der Söhne des Anführers der Milesier, Míl Espáne. Nach der Eroberung Irlands gegen den Widerstand der Túatha Dé Danann übernimmt er die Herrschaft über den südlichen  Teil der Insel. Diese Teilung hat der Druide Amergin vorgeschlagen und geleitet. Aber schon nach einem Jahr fällt er im Kampf gegen seinen Bruder Éremón, der ursprünglich die Nordhälfte, danach jedoch das ganze Land beherrscht.
Ob der Name Éber mit der keltischen Fürstensymbolik des männlichen Wildschweines, des Ebers, zusammenhängt, ist nicht schlüssig geklärt.